# Georg Wilhelm Friedrich Beneken
Georg Wilhelm Friedrich Beneken (* 1. Januar 1765 in Sehnde; † 24. Januar 1824 in Nienhagen, Amt Eicklingen, beigesetzt am 27. Januar 1824 auf dem St.-Nikolai-Friedhof in Hannover) war ein deutscher lutherischer Geistlicher sowie Philosoph und Publizist. Bei ihm lag die Konzession zur Herausgabe der erstmals am 2. April 1817 als Zellescher Anzeiger nebst Beiträgen erschienenen Celleschen Zeitung.

## Leben

### Jugend und Ausbildung
Beneken besuchte die Domschule in Verden und studierte in Helmstedt und Göttingen. Anschließend (1789–1795) war er Hauslehrer in Hannover und publizierte in dieser Zeit zusammen mit G.F. Palm zwischen 1790 und 1793 ein Wissenschaftliches Magazin für Jünglinge, 2 Bände (Helwingsche Hofbuchhandlung Hannover) und Vorübungen zur Akademie für Jünglinge, 3 Bände (Weidemann, Leipzig). Er wurde 1795 Pastor Adjunkt in Soltau und war von 1797 bis 1803 Prediger zu Natendorf im Lüneburgischen. Beneken veröffentlichte 1801 seinen Essay Athanasios, oder Versuch über die Freyheit und Fortdauer des Menschen im Tode (Göttingen) und gehörte der Herzogl. Deutsch. Gesellsch. in Helmstedt als Ehrenmitglied an. Von 1803 bis 1818 war er Prediger in Nienhagen bei Celle.

### Privatschule
In Nienhagen betrieb Beneken wahrscheinlich eine Privatschule (ein sogenanntes „Knaben-Institut“), an der Johann Heinrich Christian Fricke (* 16. Januar 1784 in Drütte; † 20. Juli 1871 in Idensen), 1844–1871 Pastor in Idensen, etwa 1808–1813 als Lehrer tätig war.

### Kritik anTeuto
Kritisch äußerte sich 1817 in den Heidelbergischen Jahrbüchern der Litteratur Jacob Grimm über Benekens ansonsten viel beachtete Publikation Teuto, oder Urnamen der Deutschen gesammelt und erklärt (Erlangen 1816):
Abgesehen von jedem andern Gebrauch fordert auch die Geschichte unserer Sprache ein gründliches und ausführliches Werk über die deutschen Eigennamen. Es sind schon mancherley Vorarbeiten dazu vorhanden, namentlich seit dem sechzehnten Jahrhundert von Aventin und Luther bis auf Wiarda, in welchen aber selten und unvollständig zu den wahren Quellen hinaufgegangen wird. Das vorliegende Buch, dessen 411 Seiten manches Fleißige und Gelehrte hätten fassen können, ist jedoch wiederum höchst mittelmäßig gerathen und hat sich weder des Stoffes zu bemächtigen, noch ihn glücklich zu behandeln vermocht.
Wer an eine dergleichen Arbeit gehen will, muß erstens der altdeutschen Grammatik kundig seyn. Hr. Beneken ist dieses aber nicht, wovon hier der Beweis folgt: er läßt (für seinen Zweck ganz unnöthig) Seite 206–211 den Text einer alten Beichte aus Lambek abdrucken und liefert Uebersetzung und Anmerkungen. Carl der Große solle sie höchst wahrscheinlich (!) abgefaßt oder sich ihrer bedient haben, denn wer niemand anders werde es gewagt haben, die kaiserliche Abolge zu reizen (diese gelehrte Affection im Styl ist schlecht gelungen, denn abulgi ist kein fem., sondern ein neutr.) und Carls Laster bey seinen Lebzeiten zu schildern. Wer aber die Beichte blos obenhin durchliest, sieht sogleich, daß sie eine allgemeine für alle Sünder passende und den Kaiser gar nicht individualisirende Formel ist, dergleichen viele in Latein und Deutsch gedruckt stehen. Bey diesem kleinen Stück, welches schon mehrmals übersetzt worden ist, macht Hr. B. gewaltige Sprachfehler. Von bigihtic (consitens) soll die Wurzel seyn gihu, bekennen. Der Infinitiv lautet aber gehan (nicht einmal gihan), und jenes gihu ist die erste Person des Präsens, consiteor. Statt Frau Maria sey Jungfrau gewöhnlicher, man darf aber für die alte Sprache blos das umgedrehte behaupten. Von Frau sey das keltische ffraw der Stamm! Noch unbegreiflicher soll unser Wort Schwan und schwanen aus dem alten suahan (suchen) abstammen.

## Schriften
- Einige patriotische Worte, mit dem Verfasser der Wahrheiten, ohne Schminke, zur Beherzigung teutscher Nicht-Aristokraten und Nicht-Demokraten, gesprochen. Bremen 1795.
- Der Philosoph in der Lüneburger Heide; eine Quartalschrift, 4 Bände, jeder von 2 Heften. Lüneburg 1801–1802.
- Athanasios, oder Versuch über die Freyheit und Fortdauer des Menschen im Tode. Voran das Grab. Aus dem Englischen Hugo (i.e. Robert) Blair’s übertragen von Georg Justus Friedrich Nöldeke der Arzneykunde Doctor in Oldenburg. Göttingen 1801. Nachdruck/Reprint bei: Kessinger Publishing oder NBU-Press, USA 2010.
- An die braven Männer der hannoverschen Landwehr. Hannover 1814
- Teuto, oder Urnamen der Deutschen gesammelt und erklärt. Erlangen 1816.
- Auswahl einiger Predigten. Celle 1817.

Beiträge in Zeitschriften (Auswahl):
- Leben des berühmten teutschen Malers Anton Raphael Mengs. In: Hannöverisches Magazin. 1789, Stück 86, S. 1361–1374
- Beherzigungen. In: Hannöverisches Magazin. 1791, Stück 25, S. 383 f.
- Auch ein Wörtchen Politik. In: Hannöverisches Magazin. 1793, Stück 7, S. 109–112.
- Beantwortung der Anfrage im 13. Stck. 1793. woher kommt es, daß man, um etwas zu bezeichnen, welches aus England gekommen, sowohl mündlich als schriftlich so ausdrückt: englische Hüte, englisches Tuch, englisches Leder u. s. w. In: Hannöverisches Magazin. 1793, Stück 39, S. 623 f.
- Ueber die seltsame Neigung, das Glück anderer zu unserm Unglück zu machen. In: Hannöverisches Magazin. Jahrgang 1808, 74. Stück, S. 1169–1184.
- Sollten wir fremde Eigennamen nicht verdeuschen? In: Hannöverisches Magazin. 1809, Stück 87, S. 1383–1392.
- Hans Heidmann zu Nienhagen, der älteste Westphale. In: Hannöverisches Magazin. 1810, Stück 84, S. 1333–1336.
- Teutsche Urnamen. In: Hannöverisches Magazin. 1815, Stück 35, S. 567–574.
- Sprachfehler. In: Hannöverisches Magazin. 1816, Stück 6, S. 93–96.